# Sjvilisi
Sjvilisi (en georgiano: სხვილისი; en armenio: Սուխլիս) es un pueblo de Georgia ubicado en el oeste de la región de Mesjetia-Yavajetia, parte del municipio de Ajaltsije. 

## Toponimia
El pueblo es también conocido como Kvemo Sjvilisi. 

## Geografía
Sjvilisi se encuentra en el margen derechoi del río Potsjoviskali, a 5 km de Ajaltsije.  

## Historia
Sjvilisi fue fundado por armenios que llegaron en 1830 desde Erzurum bajo el liderazgo del arzobispo Karapet Bagratunyan. El 14 de noviembre de 1853, se produjeron batallas entre las tropas rusas y otomanas cerca del pueblo de Sjvilisi.

## Demografía
La evolución demográfica de Sjvilisi entre 2002 y 2014 fue la siguiente:
| 1614                                            | 1033 |
| (Fuente: Population of Georgia in Soviet times) |      |

Según el censo de 2014, el 96,4% de la población son armenios y el 3%, georgianos.

## Infraestructura

### Arquitectura, monumentos y lugares de interés
En el pueblo hay una iglesia católica armenia en funcionamiento (construida en 1900), una de las dos que funcionaron en toda Georgia durante la era soviética.

### Educación
El 3 de abril de 2013 abrió un jardín de infancia y el pueblo también tiene una escuela.

## Transporte
La autopista M8 y el ferrocarril Vale-Tiflis pasan por el pueblo. 